# Fee Zschocke
Fee Zschocke (* 1943 in Freiberg) ist eine deutsche Journalistin und Autorin.

## Werdegang
Fee Zschocke wuchs in Bremen auf. Nach einem zweijährigen Volontariat bei der Norddeutschen Volkszeitung  ging sie 1964 sechs Monate zur Madrider Presseagentur Radial Press, gefolgt von mehrmonatigen Aufenthalten in London und Paris. 1965 bei der Quick und Jasmin in München, dann ein halbes Jahr in Mexiko. Von 1970 bis 1976 war Zschocke Redakteurin beim Stern, dann freiberuflich für verschiedene Zeitschriften tätig.
1986 bekam sie ein Kind. Danach schrieb sie unter anderem für Brigitte.
Ab 1992 engagierte sie sich für die Hamburger Drogenhilfe Come In.

## Bücher
- Er oder ich. Männergeschichten. März, Frankfurt am Main 1980.
  - Neuausgabe, mit Barbara Kalender (Hg.) und Jovana Reisinger (Nachwort): März, Berlin 2023, ISBN 978-3-7550-0025-9.
- Domenica und die Herbertstraße. Texte zu Fotos von Andrej Reiser. Eichborn, Frankfurt am Main 1981, ISBN 3-8218-1701-1 (über Domenica Niehoff).
- Sieben Leben hat die Katze. Mit Illustrationen von Sabine Wilharm. März, Herbstein 1985, ISBN 3-88880-062-5.
- „Mir machen Menschen, die ich liebhab, Hunger“. Kulinarische Gespräche mit Prominenten. Econ, Düsseldorf 1985, ISBN 3-430-19984-0.